# Consejo de Ministros de Honduras de 1883
El Consejo de Ministros de Honduras de 1883 fue el encargado de gestionar la administración de la república de Honduras, el primero entre 9 de mayo al 19 de septiembre de 1883.
El presidente en funciones Doctor Marco Aurelio Soto, solicita permiso para retirarse de la administración del estado con el objeto de realizar un viaje a California, dejando en su defecto a los ministros siguientes:
- Ministro General Enrique Gutiérrez Lozano, Partido Liberal,
- Ministro General Luis Bográn Barahona, (1849-1895), Partido Liberal, y
- Ministro General Rafael Ciriaco Alvarado Manzano, (1836-1923), Partido Liberal.[2]

El segundo consejo de ministros de ese mismo año, cubrió la administración del país entre el 19 de octubre al 30 de noviembre de 1883, debido a la renuncia de fecha 27 de agosto presentada por el entonces presidente Doctor Marco Aurelio Soto, dicha nota fuese aceptada el 10 de octubre y se designó a los siguientes ministros, que cubrieren la administración, mientras se celebraban elecciones presidenciales.
- Ministro General Luis Bográn Barahona (1849-1895), Partido Liberal, y
- Ministro General Rafael Ciriaco Alvarado Manzano (1836-1923), Partido Liberal.

El Doctor y general Luis Bográn Barahona fue elegido por la Asamblea Legislativa como ganador en las elecciones para presidente constitucional, tomando el cargo el 30 de noviembre.